# Сахатмурадов Халмурад
Халмурад Сахатмурадов (липень 1898, аул Кеші (або Гяурс) Асхабадського повіту Закаспійської області, тепер Туркменістан — розстріляний 28 жовтня 1938, місто Ашхабад, тепер Ашгабад, Туркменістан) — туркменський радянський партійний діяч, 2-й секретар ЦК КП(б) Туркменії, народний комісар соціального забезпечення Туркестанської РСР. Член ЦВК СРСР у 1925—1928 роках.

## Біографія
Народився в липні 1898 року. У 1914 році закінчив чотири класи Кешинської нижчої сільськогосподарської школи, а в 1917 році —  Ташкентську вчительську семінарію.
З 1917 року — вчитель Кешинської сільськогосподарської школи Закаспійської області.
У 1918—1919 роках — завідувач туркменських учительських курсів в місті Асхабаді; редактор газети «Голос бідноти» в Асхабаді.
Член РКП(б) з 1919 року.
У 1919—1920 роках — секретар Туркменського обласного мусульманського бюро РКП(б).
У 1920 році — завідувач Асхабадського (Полторацького) повітового відділу народної освіти; редактор газети «Данилдизи» («Ранкова зірка»); заступник начальника політичного відділу Туркменської кавалерійської бригади РСЧА; член тимчасового Туркменського обласного комітету КП(б) Туркестану; член Полторацького повітового революційного комітету.
У 1920—1921 роках — член колегії Народного комісаріату освіти Туркестанської РСР.
У 1921 році — заступник повноважного представника Туркестанської РСР при Народному комісаріаті у справах національностей РРФСР.
У 1921 — травні 1922 року — відповідальний секретар Мервського повітово-міського комітету КП(б) Туркестану.
Одночасно у вересні 1921 — травні 1922 року — другий відповідальний секретар Туркменського обласного комітету КП(б) Туркестану.
У 1922 році — народний комісар соціального забезпечення Туркестанської РСР; член колегії Державного видавництва Туркестанської РСР.
У 1922—1923 роках — слухач Комуністичного університету імені Свердлова в Москві, закінчив перший курс.
У 1923—1924 роках — член секретаріату та завідувач відділу друку ЦК КП(б) Туркестану; голова Туркменської наукової комісії; проректор Середньо-Азійського державного університету.
13 жовтня 1924 — 14 лютого 1925 року — секретар Організаційного бюро КП(б) Туркменії.
У листопаді 1924 — 15 лютого 1925 року — член Президії Революційного комітету Туркменської РСР.
20 лютого 1925 — 6 березня 1928 року — 2-й секретар ЦК КП(б) Туркменії.
У 1928 році — завідувач сільського відділу Середньо-Азійського бюро ЦК ВКП(б).
У 1928—1930 роках — слухач Курсів марксизму-ленінізму при ЦК ВКП(б) у Москві.
У 1930 році — заступник голови Середньо-Азійського бюро ВЦРПС.
У 1930—1932 роках — завідувач відділу культури та пропаганди ленінізму Середньо-Азійського бюро ЦК ВКП(б).
У 1932 — лютому 1935 року — секретар комітету ВКП(б) заводу № 67 міста Москви.
У лютому — вересні 1935 року — заступник завідувача промислово-транспортного відділу Казахського крайового комітету ВКП(б).
У вересні 1935 — травні 1937 року — завідувач відділу шкіл та науки Казахського крайового комітету ВКП(б).
Одночасно в листопаді 1936 — травні 1937 року — член вченої ради Казахської філії Академії наук СРСР.
У травні — вересні 1937 року — заступник директора Науково-дослідного інституту мов та писемності народів СРСР у Москві.
20 вересня 1937 року заарештований органами НКВС. Засуджений Воєнною колегією Верховного суду СРСР 28 жовтня 1938 року до страти, розстріляний того ж дня.
Посмертно реабілітований.